# Starsem
Starsem – przedsiębiorstwo rosyjsko–europejskie założone w celu komercjalizacji usług związanych z wynoszeniem ładunków na orbitę rakietami typu Sojuz. Starsem sfinansował dwa nowe człony ucieczkowe dla rakiet Sojuz: Ikar i Fregat.
Spółka została powołana dekretem nr 981-P, rządu Federacji Rosyjskiej, z dnia 24 czerwca 1996. 5 września tego samego roku zarejestrowano ją we Francji.
Od 24 grudnia 2001 spółka jest posiadaczem certyfikatu ISO 9001:2000.
Porozumienie między rządami Francji i Rosji (7 listopada 2003) umożliwi firmie Starsem wystrzelenie rakiet Sojuz z kosmodromu Kourou w Gujanie Francuskiej.
Rok finansowy 2005 spółka zakończyła przychodem 97,82 mln euro i zyskiem netto 1,27 mln euro.

## Udziałowcy
- EADS SPACE Transportation, 35%
- Rosyjska Agencja Kosmiczna ROSCOSMOS, 25%
- CSKB-Progress, 25%
- Arianespace, 15%